# The Game (rapper)
The Game o, più semplicemente, Game, pseudonimo di Jayceon Terrell Taylor (Compton, 29 novembre 1979), è un rapper e attore statunitense.
Considerato allora tra i più promettenti rapper degli anni duemila, ebbe un ruolo importante nella rinascita del West Coast rap nel corso del decennio. Lanciato da Dr. Dre e con l'aiuto del mentore 50 Cent pubblicò nel 2005 il suo album d'esordio intitolato The Documentary, dal quale furono estratti i brani di successo How We Do e Hate It or Love It. Divenne quindi membro della G-Unit, ma a seguito di dissidi con 50 Cent lasciò il gruppo e la Aftermath Entertainment per unirsi alla Geffen Records. Nell'autunno del 2006 uscì l'album in studio Doctor's Advocate, secondo disco consecutivo a debuttare alla vetta della Billboard 200 e nominato da The New York Times come miglior album hip-hop dell'anno. Dopo LAX, uscito nel 2008, tornò al successo nel 2011 con The R.E.D. Album, il quale debuttò nuovamente alla prima posizione della Billboard 200. Nel 2012 fu il turno di Jesus Piece, quinto album in studio e ultimo con la Interscope, a cui seguì la nascita della Blood Money Entertainment, etichetta fondata dallo stesso rapper. Dopo una breve pausa, nel 2016 tornò sulle scene con 1992, per poi annunciare, tre anni dopo, Born 2 Rap.

## Biografia

### Infanzia ed adolescenza
Jayceon Terrell Taylor nacque il 29 novembre 1979 a Los Angeles, California. Crebbe a Compton, città a sud di Los Angeles, famosa per essere il luogo nativo delle bande di strada Crips e Bloods e per l'alto tasso di criminalità. Droga, armi, omicidi e sparatorie sono sempre state presenti nella vita di Jayceon fin da piccolo. All'età di 7 anni, a causa dei problemi familiari che coinvolgono suo padre, (che faceva parte dei Nutty Block Crips ed era un eroinomane), e sua madre, (anche ella facente parte di una gang, gli Hoover Crips), Jayceon viene dato in affidamento per lungo periodo a genitori adottivi, prima di essere affidato definitivamente a sua madre. Quando aveva 13 anni, suo fratello maggiore Jevon venne ucciso in una sparatoria e Jayceon comincia a fare vita di strada seguendo le orme di un altro fratello maggiore che si fa chiamare Big Fase 100. Nonostante i buoni rendimenti scolastici e sportivi, che gli fruttano anche una proposta di iscrizione alla Washington State University, Game fu espulso dalla Compton High School per possesso di droga. Dopo quest'episodio, abbandonò gli studi per entrare tra le file di una gang locale, i Cedar Block Pirus, setta dei Bloods. A seguito di questa decisione, sua madre lo caccia di casa.
Nel 2000, Game e suo fratello Big Fase si trasferiscono a Bellflower, quartiere losangelino a est di Compton, e organizzano un giro di droghe nel loro appartamento, un fatto questo che ben presto li porta in contrapposizione con altri spacciatori locali. Nella notte del 1º ottobre 2001, Game si trova solo in casa e sente bussare alla porta. Pensando ad un cliente notturno, apre e nel giro di pochi secondi viene messo a tappeto da tre uomini, ma Game riesce a divincolarsi e scappa. Durante la fuga viene colpito più volte da colpi di arma da fuoco. I tre assalitori scappano lasciando il padrone di casa in mezzo alla strada. Fortunatamente Game riesce a chiamare il pronto intervento medico con il suo cellulare prima di cadere a terra svenuto.
Viene portato in ospedale, resta in coma per tre giorni e per alcuni mesi viene sottoposto a lunghe sedute di riabilitazione motoria per fargli riacquistare l'utilizzo delle gambe.

## Carriera

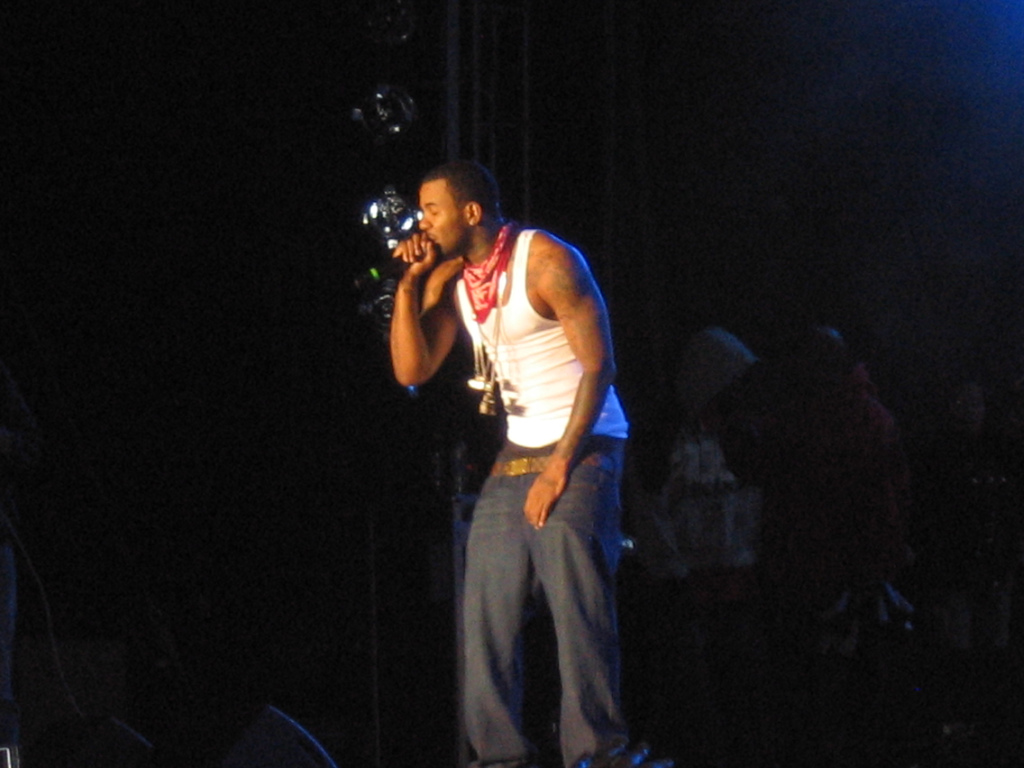
Game in live all'Hip Hop Jam Festival 2007, tenutasi in Repubblica Ceca

Durante questo periodo passato in ospedale, Game comincia ad ascoltare attentamente gli album classici della storia dell'hip hop, in particolare Reasonable Doubt di Jay-Z, Death Certificate di Ice Cube, Doggystyle di Snoop Dogg e le discografie complete di Nas, Tupac Shakur, Kool G Rap e soprattutto di Eazy-E e degli NWA. Eazy E infatti era il suo mito e da bambino lo aveva anche incontrato ed è stato Game ad affermare "Eazy-E è stato per Compton quello che Cesare è stato per Roma" (Game ricorda il rapper in suoi moltissimi brani e ha anche fatto un brano intitolato "Eazy" in collaborazione con Kanye West). In questo periodo comincia anche a scrivere i suoi primi testi rap che, ovviamente, parlano delle sue movimentate esperienze personali.
Nel dicembre del 2001 prende il microfono in mano per la prima volta e per due anni si fa strada nell'ambiente underground di Los Angeles fino a che, nel 2003, viene "scoperto" da Dr. Dre che lo prende sotto la sua ala protettiva e gli fa firmare un contratto discografico per la G-Unit Records, l'etichetta fondata da 50 Cent ed associata all'Aftermath Records di Dr. Dre.

### Il successo
The Game comincia così a realizzare i suoi primi brani veri e propri che vengono inseriti in alcuni mixtape di 50 Cent e soci (la G-Unit, in cui entrerà a far parte), e nel frattempo forma anche la sua crew, i Black Wall Street che diventa anche etichetta discografica. Dopo alcuni articoli su Vibe e XXL, l'attesa intorno a Game cresce a dismisura e nel 2004 pubblica il suo primo EP dal titolo Official Bootleg realizzato in collaborazione con DJ Ray, nel quale duetta con gente del calibro di Fabolous e Cam'ron. Il suo debutto ufficiale in un album della G-Unit avviene nel 2004 in The Hunger For More di Lloyd Banks.
Sempre nel 2004 Game inizia ad esibirsi dal vivo insieme ai soci della G-Unit durante concerti e premiazioni (tra cui anche i Vibe Awards) mentre comincia la preparazione in studio delle tracce del suo album di esordio dal titolo The Documentary, uscito nel 2005.

## Controversie

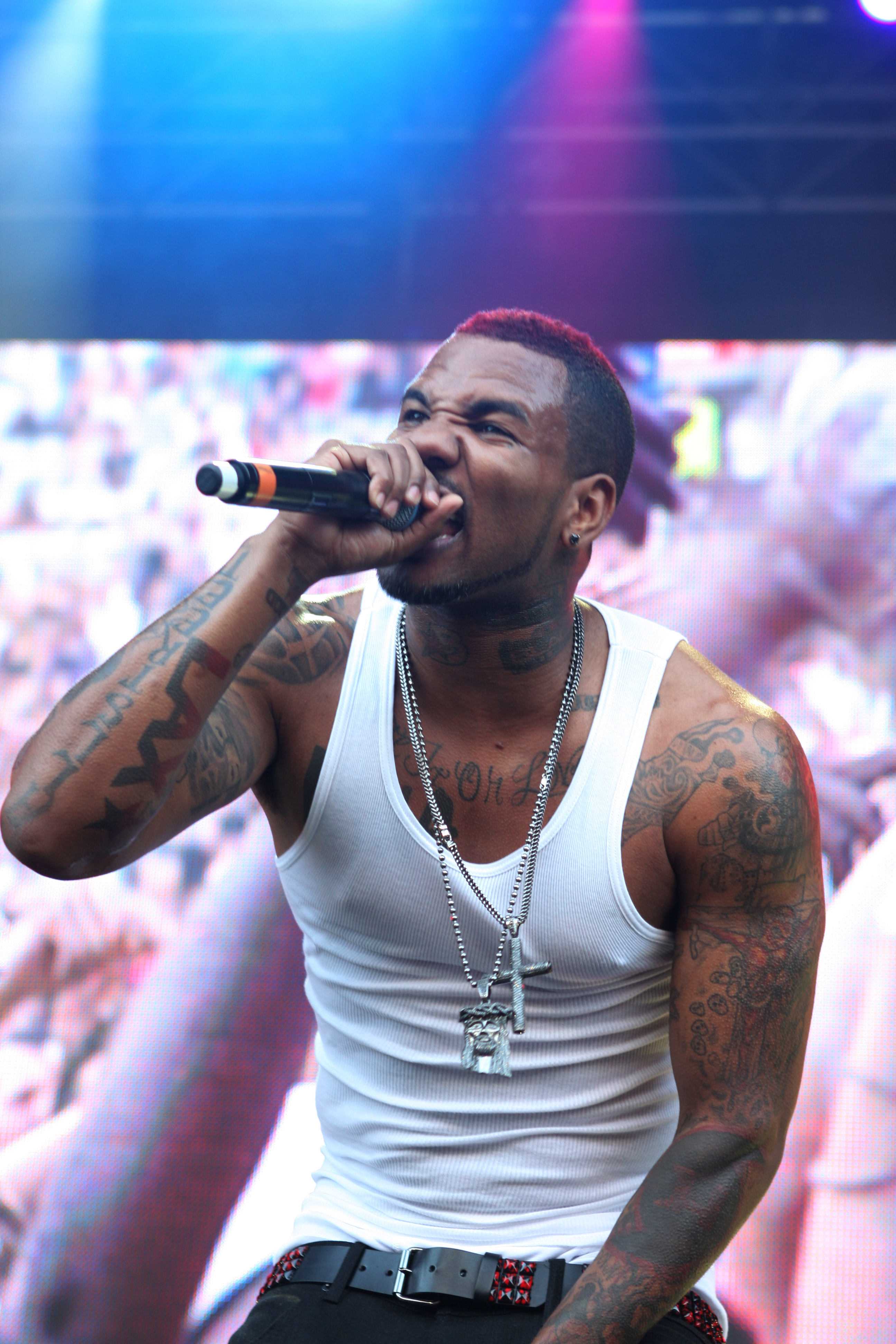
The Game nel 2016

Anche prima di commercializzare il suo primo album, Game aveva già avuto problemi con parecchi rapper come Suge Knight della Death Row Records, Ja Rule, Joe Budden, Yukmouth dei The Luniz, Jay-Z, Memphis Bleek. Le altre sue faide minori sono contro Guerrilla Black, Bishop Lamont, Benzino e Domination.
Agli inizi del 2005 inizia la faida contro 50 Cent e i membri della G-Unit. Le cause della rottura, da come spiegò 50 Cent in un'intervista radiofonica con Funkmaster Flex, furono molteplici: Game non era più lo stesso dopo il suo ritorno da un breve tour europeo per la promozione di "The Documentary" ed anche i suoi atteggiamenti nei confronti della G-Unit erano cambiati, inoltre, Game voleva portare avanti una "beef" contro Memphis Bleek e Jay-Z, in disaccordo con la restante parte della G-Unit.
50 Cent, in seguito, aprì uno scambio di dissing contro Nas, Fat Joe e Jadakiss, producendo la nota canzone "Piggy Bank", ma il rapper di Compton si rifiutò di appoggiarlo esprimendo le sue perplessità sulle motivazioni della beef, dichiarando di non aver mai avuto problemi di alcun genere né con Nas, né con Fat Joe, né con Jadakiss, ma di essere in buoni rapporti con tutti e tre e di voler in futuro collaborare con Nas per la realizzazione di un brano.
Il rapporto tra i due arrivò al limite e 50 Cent in accordo con gli altri membri della G-Unit mandò via Game dalla etichetta discografica, attaccandolo pubblicamente ai microfoni della stazione radiofonica Hot 97.
Dopo questo episodio Game iniziò a produrre vari dissing contro la G-Unit Records, e in particolare contro Tony Yayo, Lloyd Banks, Young Buck, 50 Cent e Olivia. Tra i più famosi ricordiamo "240 Bars", "Can't play tha Game" e "My bitch".

### Joe Budden
La rivalità con Joe Budden iniziò quando 50 Cent criticò il suo album per "mancanza di credibilità". Joe Budden si offese e fece dei dissing contro la G-Unit. Game fece precedentemente un free per DJ Clue e Budden usò la fine del suo freestyle senza avvisare Game che fece quindi molti free contro l'avversario, la più nota è la canzone "Buddens". Joe Budden prese in giro l'apparizione di Game nello show Change of Heart. Più tardi, per l'occasione di un party a New York, i rapper annunciarono di aver concluso la loro rivalità verbale, ma Game in suoi video e canzoni si è atteggiato più tardi da vincitore della faida.

### Yukmouth
Yukmouth incontrò Game in un club e all'epoca Yukmouth aveva ingaggiato una rivalità contro 50 Cent e la G-Unit. Game pubblicò un diss mirando al rapper sulla base di "I Got 5 On It", canzone di Yukmouth con i The Luniz. Yukmouth rispose con un diss che prendeva in giro Game per lo show Change of Heart. I due più tardi tentarono di seppellire l'ascia di guerra grazie a un amico comune e registrando una canzone assieme, "Peace". Comunque, la faida riprese quando Game prese in giro Yukmouth proprio in "Peace" (infatti i due avevano scritto e registrato i versi separatamente). Da allora Yukmouth rispose pubblicando un video freestyle sul beat di "Breath" di Fabolous, dove un finto rapper viene malmenato e poi rapito, evidentemente imitando Game. I due conclusero la rivalità poco più tardi.

### Commenti omofobi
Nel 2006 Game criticò aspramente i gay nello show di Jo Whiley sulla stazione radio inglese BBC Radio 1. Egli si rivolse agli omosessuali col termine "froci" e "uomini falsi". Jo Whiley si scusò pubblicamente anche per conto della radio. I direttori del programma aggiunsero che "I commenti di Game furono molto offensivi, completamente inaccettabili e chiaramente omofobi."

### Eminem
In DRILLMATIC Heart vs. Mind, The Game dissa Eminem nella traccia "The Black Slim Shady" accusandolo di "appropriazione culturale" perché secondo lui solo gli afroamericani possono fare rap e screditandolo attraverso lo scimmiottamento del flow di quest'ultimo. Sostiene inoltre che non sia il miglior rapper di tutti i tempi e che sia nel posto dov'è adesso solo ed unicamente grazie a Dr. Dre.

## Discografia
- 2004 - Untold Story
- 2005 – The Documentary
- 2006 – Doctor's Advocate
- 2008 – L.A.X.
- 2011 – The R.E.D. Album
- 2012 – Jesus Piece
- 2014 – Year of the Wolf
- 2015 – The Documentary 2
- 2016 – 1992
- 2019 – Born 2 Rap

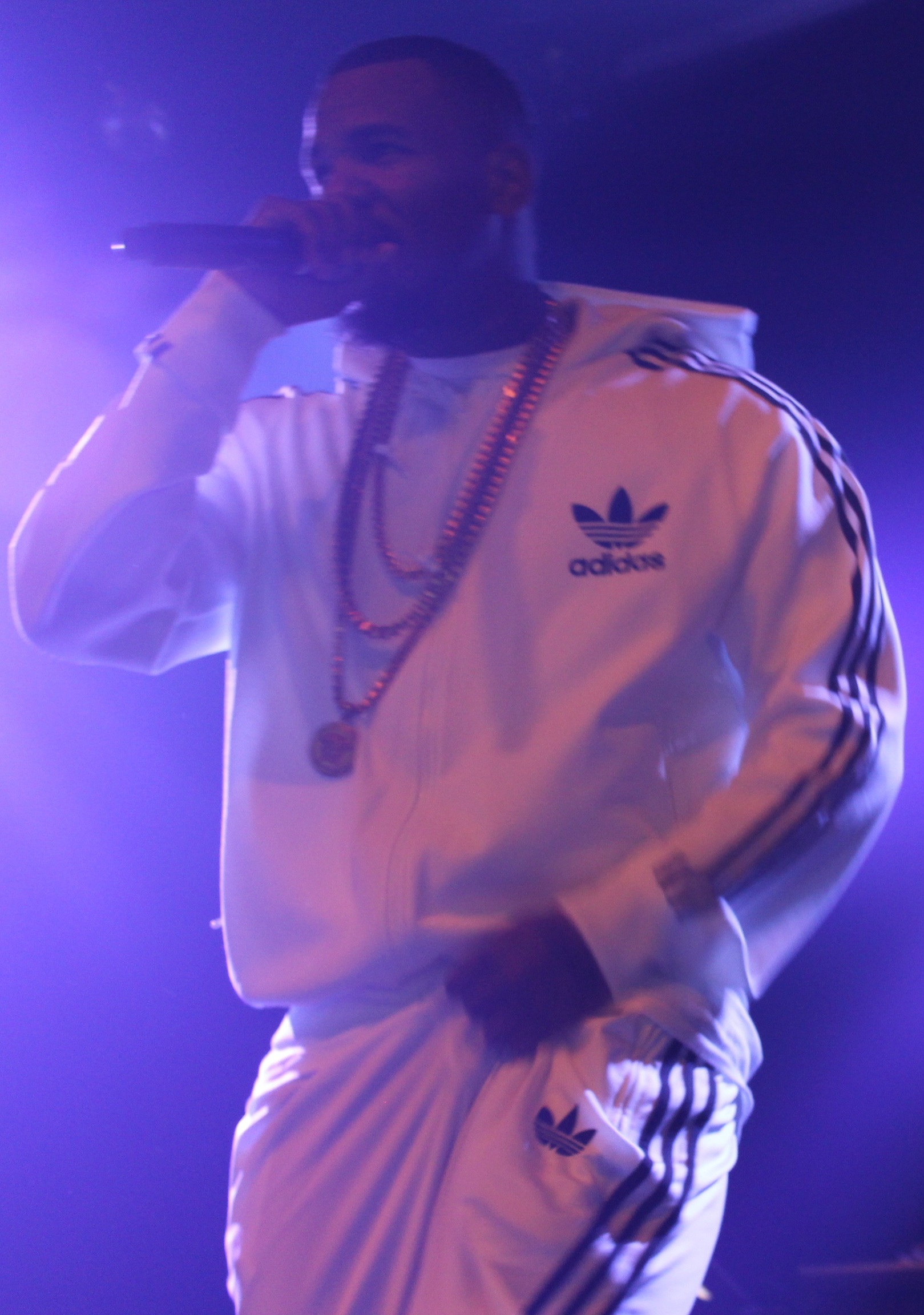
The Game nel 2013

- 2022 - Drillmatic - Heart vs. Mind

## Filmografia
| Anno | Film                           | Ruolo    |
| ---- | ------------------------------ | -------- |
| 2006 | Waist Deep - Strade Dannate    | Big Meat |
| 2006 | Belly 2: Millionaire Boyz Club | G        |
| 2008 | La notte non aspetta           | Grill    |

## Videogiochi
Game ha doppiato la voce di Mark "B Dup" Wayne, all'interno del videogioco Grand Theft Auto: San Andreas (2004). Inoltre è presente in Grand Theft Auto 5 e in diverse edizioni del videogioco NBA 2k.